# Saison 3 de NCIS : Nouvelle-Orléans
Chronologie
Saison 2 Saison 4
Cet article présente le guide des épisodes de la troisième saison de la série télévisée américaine NCIS : Nouvelle-Orléans (NCIS: New Orleans).

## Généralités
- Au Canada, sur le réseau Global, les épisodes sont diffusés 25 heures à l'avance (lundi 21 h) afin de prioriser la substitution simultanée avec la série Chicago Fire. Par contre, en cas de rediffusion ou d'absence de Chicago Fire à l'horaire, les épisodes sont diffusés en simultané le mardi à 22 h.

## Distribution

### Acteurs principaux
- Scott Bakula (VF : Guy Chapellier) : Dwayne Cassius Pride alias « King »
- Lucas Black (VF : Ludovic Baugin) : Christopher LaSalle
- Vanessa Ferlito : Tammy Gregorio[1]
- Rob Kerkovich (VF : Adrien Larmande) : Sebastian Lund
- Shalita Grant (VF : Juliette Poissonnier) : Sonja Percy
- Daryl Mitchell (VF : Laurent Morteau) : Patton Plame
- CCH Pounder (VF : Michèle Bardollet) : Loretta Wade

### Acteurs récurrents et invités
- Steven Weber (VF : Constantin Pappas) : maire Douglas Hamilton
- Derek Webster : Raymond Isler, agent spécial du FBI (épisodes 1 à 3 et 5)
- Jared Day : Michael Buckley, barman (épisode 1)
- Wendie Malick : Sylvia Lund, mère de Sebastian[2] (épisode 4)
- Christopher Meyer : Danny Malloy (épisode 6)

## Épisodes

### Épisode 1:Contre-coups
- États-Unis /  Canada : 20 septembre 2016 sur CBS[3] / Global
- Suisse : 20 mai 2017 sur RTS Un
- France : 8 juillet 2017 sur M6
- Belgique : 31 janvier 2018 sur RTL-TVI

- États-Unis : 11,12 millions de téléspectateurs[4]
- Canada : 1,801 million de téléspectateurs[5] (première diffusion + différé 7 jours)
- France : 1,62 million de téléspectateurs[6] (première diffusion)

- Steven Weber (Douglas Hamilton, Maire)
- Derek Webster (Raymond Isler, agent spécial du FBI)
- Jared Day (Michael Buckley, barman)
- Doris Morgado (Bella Pearl)
- Steven Waldren (Roy, policier)
- Kwajalyn Brown (Charlene Booker, directrice du FBI de NOLA)
- Emily Istre (Danseuse)
- Lenita Henderson (Ambulancier)

### Épisode 2:Comme chien et chat
- États-Unis /  Canada : 27 septembre 2016 sur CBS / Global
- Suisse : 20 mai 2017 sur RTS Un
- France : 8 juillet 2017 sur M6
- Belgique : 7 février 2018 sur RTL-TVI

- États-Unis : 10,76 millions de téléspectateurs[7]
- Canada : 1,702 million de téléspectateurs[8] (première diffusion + différé 7 jours)
- France : 1,55 million de téléspectateurs[9] (première diffusion)

- Tom Arnold (Elvis Bertrand)
- Derek Webster (Raymond Isler, agent du FBI)
- Sprague Grayden (Anne Foreman)
- Jamie Renell (Henry Warbeck, lieutenant-commandant de la Navy)
- Brad James (Kevin Heller)
- Grace Sewell (Grace)

### Épisode 3:Le Juste Choix
- Canada : 10 octobre 2016 sur Global
- États-Unis : 11 octobre 2016 sur CBS
- Suisse : 27 mai 2017 sur RTS Un
- France : 8 juillet 2017 sur M6
- Belgique : 7 février 2018 sur RTL-TVI

- États-Unis : 9,62 millions de téléspectateurs[10]
- Canada : 724 000 téléspectateurs[11] (première diffusion)
- France : 1,27 million de téléspectateurs[12] (première diffusion)

- Derek Webster (Raymond Isler, agent du FBI)
- Debbon Ayer (Susan Clarkson)
- Demetrius Grosse (Hank Clarkson)
- Jason Woods (Quartier-maître Drew Clarkson)
- Carlos Ayala (Comandante)
- Andy Dylan (Quartier-maître Collin Barrett)
- Mario López (Hernandez, policier)
- Carlos Posas (spécialiste informatique)
- Grace Sewell (elle-même)

Avec cet épisode, la série tombe sous la barre des 10 millions de téléspectateurs aux USA.
A noter l'apparition de la chanteuse Grace Sewell interprétant les chansons You Don't Own Me et Church On Sunday.

### Épisode 4:La Grande Évasion
- Canada : 17 octobre 2016 sur Global
- États-Unis : 18 octobre 2016 sur CBS
- Suisse : 27 mai 2017 sur RTS Un
- France : 15 juillet 2017 sur M6
- Belgique : 14 février 2018 sur RTL-TVI

- États-Unis : 9,53 millions de téléspectateurs[14]
- Canada : 1,126 million de téléspectateurs[15] (première diffusion + différé 7 jours)
- France : 1,73 million de téléspectateurs[16] (première diffusion)

- Wendie Malick (Sylvia Lund)
- Nick Gracer (Alex Novak)
- Patrick Kilpatrick (Gordan Bogdan)
- Anya Monzikova (Natasha Divac)
- Par Juneja (Lieutenant de la Navy Michael Reid)
- Sasha Morfaw (Sara)
- Jacob Miller (Henry Perotti)
- Chelle Ramos (Evette)

### Épisode 5:Les vrais héros ne se reposent jamais
- Canada : 24 octobre 2016 sur Global
- États-Unis : 25 octobre 2016 sur CBS
- Suisse : 3 juin 2017 sur RTS Un
- France : 15 juillet 2017 sur M6
- Belgique : 14 février 2018 sur RTL-TVI

- États-Unis : 9,62 millions de téléspectateurs[17]
- Canada : 1,233 million de téléspectateurs[18] (première diffusion + différé 7 jours)

- Derek Webster (Raymond Isler, agent du FBI)
- Reggie Austin (Terry Jenkins)
- Hina Abdullah (Emily Saad)
- Susan Santiago (Maria Rodriguez)
- Kordo Doski (Amir Saad, officier quartier maître de la Navy)
- Luis Hernandez (Osiel Esparza)
- Rafael Molina (Eduardo Varela, copilote)
- Rajeev Jacob (Hawk)
- Juan Hernandez (Juan Rodriguez, pilote)
- Wes McGee (Lieutenant de la Navy Davis)
- Ninja Devoe (Reporter Tv)
- Greg Manning (Aumônier de la Navy)

### Épisode 6:Aux aguets
- Canada : 14 novembre 2016 sur Global
- États-Unis : 15 novembre 2016 sur CBS
- Suisse : 3 juin 2017 sur RTS Un
- France : 15 juillet 2017 sur M6
- Belgique : 21 février 2018 sur RTL-TVI

- États-Unis : 9,17 millions de téléspectateurs[19]

- Christopher Meyer (Danny Malloy)
- Steven Weber (Maire Douglas Hamilton)
- Brianna Brown (Melody James)
- John Posey (Charles Fox)
- Troy Winbush (Jolly, officier quartier maître de la Navy)
- Dalpre Grayer (Mason Holt)
- Kyler Porche (Quartier maître Corey Marchand)
- Donald Watkins (Quartier maître Carl Hollister)
- Susie Wall (Assistant du maire Hamilton)

### Épisode 7:Guerre de gangs
- Canada : 21 novembre 2016 sur Global
- États-Unis : 22 novembre 2016 sur CBS
- Suisse : 10 juin 2017 sur RTS Un
- France : 22 juillet 2017 sur M6
- Belgique : 21 février 2018 sur RTL-TVI

- États-Unis : 8,5 millions de téléspectateurs[20]
- Canada : 1,268 million de téléspectateurs[21] (première diffusion + différé 7 jours)
- France : 1,71 million de téléspectateurs[22] (première diffusion)

- Jon Ecker (Ramon Morel)
- Ray Campbell (Capitaine en retraite de la Navy Mike Hogan)
- David Andrew Nash (Morrow)
- Ashish Thapliyal (Pédiatre)
- Louise Riofrio

### Épisode 8:Douce Mélodie
- Canada : 5 décembre 2016 sur Global
- États-Unis : 6 décembre 2016 sur CBS
- Suisse : 17 juin 2017 sur RTS Un
- France : 22 juillet 2017 sur M6
- Belgique : 28 février 2018 sur RTL-TVI

- États-Unis : 9,36 millions de téléspectateurs[23]
- Canada : 1,195 million de téléspectateurs[24] (première diffusion + différé 7 jours)

- Derek Webster (Raymond Isler, agent du FBI)
- Julian Acosta (Javier Garcia)
- Brianna Brown (Melody James)
- Joshua Bitton (Theo Beattie)
- Michael Daniel Cassady (Josh Gordon, officier quartier maître en retraite)
- Zailand Adams (Dustin Matthews)
- Kanesha Washington (Heather Cobb, officier quartier maître)
- Judd Lormand (Robert Riley, chef d'orchestre)
- Jasmine Johnson (Lisa Vaughn)
- Erica Michelle (Cheryl Matthews, officier quartier maître)
- Augusta Black (Tucker)

### Épisode 9:À toute vitesse
- États-Unis /  Canada : 13 décembre 2016 sur CBS / Global
- Suisse : 17 juin 2017 sur RTS Un
- France : 22 juillet 2017 sur M6
- Belgique : 28 février 2018 sur RTL-TVI

- États-Unis : 10,01 millions de téléspectateurs[25]
- Canada : 1,704 million de téléspectateurs[26] (première diffusion + différé 7 jours)

- Brianna Brown (Melody James)
- Meghan Ory (Hannah Lee, assistante du procureur)
- A. Russell Andrews (Russ Connors)
- Laura Seay (Dana Wells)
- Will Traval (Darrell)
- Mason Beauchamp (Caporal Jared Connors)
- Matt Story (Nathan St. Clair)
- Garrett Hines (Cal Vernon)
- Steven Waldren (Roy)
- Ned Yousef (Harrison Payne)
- Jason Edwards (Garde armé)
- Fabian C. Moreno (Agent du FBI)
- Amy Le (Infirmière)
- Robert Wells III (Policier du NOPD)
- Julian Acosta (Javier Garcia)
- Mike Seal (Cascadeur automobile)

### Épisode 10:Mauvaise alliance
- Canada : 2 janvier 2017 sur Global
- États-Unis : 3 janvier 2017 sur CBS
- Suisse : 24 juin 2017 sur RTS Un
- France : 29 juillet 2017 sur M6
- Belgique : 7 mars 2018 sur RTL-TVI

- États-Unis : 9,62 millions de téléspectateurs[27]
- Canada : 1,438 million de téléspectateurs[28] (première diffusion + différé 7 jours)
- France : 1,82 million de téléspectateurs[29] (première diffusion)

- Julian Acosta (Javier Garcia)
- Derek Webster (Raymond Isler, agent du FBI)
- Toni Trucks (Joan Swanson, agent des gardes côtes)
- Amanda Clayton (Eliza West)
- Abel Becerra (Ernesto Blanco)
- Alfonso DiLuca (Capitaine du yacht)

### Épisode 11:Pari gagnant
- Canada : 16 janvier 2017 sur Global
- États-Unis : 17 janvier 2017 sur CBS
- Suisse : 24 juin 2017 sur RTS Un
- France : 29 juillet 2017 sur M6
- Belgique : 7 mars 2018 sur RTL-TVI

- États-Unis : 9,33 millions de téléspectateurs[30]
- Canada : 1,098 million de téléspectateurs[31] (première diffusion + différé 7 jours)

- Steven Weber (Maire Douglas Hamilton)
- Derek Webster (Raymond Isler, agent du FBI)
- Julian Acosta (Javier Garcia)
- Luis Acevedo (Juan)
- Vic Stauffer (Announceur de piste)

### Épisode 12:Huis clos explosif
- Canada : 23 janvier 2017 sur Global
- États-Unis : 24 janvier 2017 sur CBS
- Suisse : 8 juillet 2017 sur RTS Un
- France : 29 juillet 2017 sur M6
- Belgique : 14 mars 2018 sur RTL-TVI

- États-Unis : 9,18 millions de téléspectateurs[32]
- Canada : 1,312 million de téléspectateurs[33] (première diffusion + différé 7 jours)

- Christine Woods (Bonnie Madigan, spécialiste des communications)
- Debra Monk (Sarah Laroche, PDG)
- Jim Beaver (Jackson Hauser, gestionnaire de plate-formes)
- James Black (en) (Agent spécial Perkins)
- Cliff Chamberlain (Elliot Laroche, directeur technique)
- David Kallaway (Darren Meade)
- Joshua Whites (Lyle Peterson)
- Tenea Intriago (Claire Blecher, laborantine)
- Ron Flagge (Mitch Folgel)
- Breana Turner (Crissy Folgel)
- Steven A.D. Taylor (Logan Blake)

### Épisode 13:Le retour du pirate
- Canada : 6 février 2017 sur Global
- États-Unis : 7 février 2017 sur CBS
- Suisse : 15 juillet 2017 sur RTS Un
- France : 5 août 2017 sur M6
- Belgique : 14 mars 2018 sur RTL-TVI

- États-Unis : 9,01 millions de téléspectateurs[34]
- Canada : 1,483 million de téléspectateurs[35] (première diffusion + différé 7 jours)
- France : 2,19 millions de téléspectateurs[36] (première diffusion)

- Steven Weber (Maire Douglas Hamilton)
- Tom Arnold (Elvis Bertrand)
- Lawrence Kao (Damon Yang)
- Lorna Street Dopson (Aviva)
- Timothy J. Richardson (Ethan Beck)
- Lyndsay Kimball (Lieutenant Annabelle Shaw)
- Robert John Gilchrist (Eric)
- Will Jackson (Frank)
- Jason Foster (Aristocrate tatoué)
- Candi Brooks (Reporter #1)
- Robert Porter (Reporter #2)
- Ellis Byers (Homme d'affaires minable)
- Rebecca Barras (Femme superbe)

### Épisode 14:La boîte de Pandore
- États-Unis /  Canada : 14 février 2017 sur CBS / Global
- Suisse : 24 septembre 2017 sur RTS Un
- France : 13 octobre 2017 sur M6
- Belgique : 21 mars 2018 sur RTL-TVI

- États-Unis : 10,32 millions de téléspectateurs[37]
- Canada : 1,88 million de téléspectateurs[38] (première diffusion + différé 7 jours)

- La distribution de NCIS.

### Épisode 15:Terminus
- États-Unis /  Canada : 21 février 2017 sur CBS / Global
- Suisse : 22 juillet 2017 sur RTS Un
- France : 5 août 2017 sur M6
- Belgique : 28 mars 2018 sur RTL-TVI

- États-Unis : 9,58 millions de téléspectateurs[39]
- Canada : 1,808 million de téléspectateurs[40] (première diffusion + différé 7 jours)

- Mustafa Shakir (Jack Gordon)
- David Alan Basche (Devon Mitchell)
- Dani Dare (CJ Malloy)
- John Jabaley (Todd Borger)
- Jacinte Blankenship (Delilah)
- Stephanie Honore (Heather)
- John Fertitta (Juge)
- Kelly Lind (Procureure)

### Épisode 16:Envers et contre tout
- États-Unis /  Canada : 7 mars 2017 sur CBS / Global
- Suisse : 29 juillet 2017 sur RTS Un
- France : 5 août 2017 sur M6
- Belgique : 28 mars 2018 sur RTL-TVI

- États-Unis : 9,06 millions de téléspectateurs[41]
- Canada : 1,514 million de téléspectateurs[42] (première diffusion + différé 7 jours)

- Chelsea Field (Rita Devereaux, commandante en réserve du JAG)
- Michael Reilly Burke (Général John Walsh)
- Brandon Fobbs (Capitaine Will Dorsey)
- Kelvin Harrison (Lieutenant Commandant Max Cabral)
- Christian Gallegos (Lieutenant Bill Cole)
- David Cole (Sniper du SWAT)
- Matthew Rimmer (Capitaine du SWAT Dugan)
- Maurice Hall (Hoyt)

### Épisode 17:Rapide, silencieux, mortel
- États-Unis /  Canada : 14 mars 2017 sur CBS / Global
- Suisse : 29 juillet 2017 sur RTS Un
- France : 12 août 2017 sur M6
- Belgique : 4 avril 2018 sur RTL-TVI

- États-Unis : 10,43 millions de téléspectateurs[43]
- Canada : 1,681 million de téléspectateurs[44] (première diffusion + différé 7 jours)
- France : 1,71 million de téléspectateurs[45] (première diffusion)

- Steven Weber (Maire Douglas Hamilton)
- Chelsea Field (Commandant Rita Devereaux du JAG)
- Cedric Sanders (Sergent marine John Brossette)
- Michael Filipowich (Vadim Reznik)
- Gil Darnell (Micha Draganov)
- Shawn Mousavi (Kosta)
- Shaquita Smith (Capitaine des gardes côtes Larrabee)
- Dayna Marie Stephens (Officier des gardes côtes)
- Joey Alonzo (Leonard Hayes)
- Susie Wall (Assistant d'Hamilton)
- Candi Brooks Silvestri (Reporter)
- Laci Broussard (Amelia Brossette)

### Épisode 18:Un passé encombrant
- États-Unis /  Canada : 14 mars 2017 sur CBS / Global
- Suisse : 5 aout 2017 sur RTS Un
- France : 12 août 2017 sur M6
- Belgique : 4 avril 2018 sur RTL-TVI

- États-Unis : 10,43 millions de téléspectateurs[43] (première diffusion)
- Canada : 1,623 million de téléspectateurs[44] (première diffusion)

- Ed Quinn (Ethan McKinley)
- John Hensley (Theo Aufiero)
- Tom Degnan (Matt Aufiero)
- Geoffrey D. Williams (Lloyd Williams)
- Cherrae Stuart (Le caissier de la banque)
- Carl Nespoli (Vincenzo Moretti)

### Épisode 19:Antidote
- États-Unis /  Canada : 28 mars 2017 sur CBS / Global
- Suisse : 5 aout 2017 sur RTS Un
- France : 19 août 2017 sur M6
- Belgique : 11 avril 2018 sur RTL-TVI

- États-Unis : 9,17 millions de téléspectateurs[46]
- Canada : 1,619 million de téléspectateurs[47] (première diffusion + différé 7 jours)
- France : 1,55 million de téléspectateurs[48] (première diffusion)

- Steven Weber (Maire Douglas Hamilton)
- Randy Vasquez (Le commandant Downey de l'ONI)
- Candice Cook (Lieutenant Commander Lopez)
- Brian Brightman (Capitaine de la marine Rogers)

### Épisode 20:Un mentor très spécial
- États-Unis /  Canada : 4 avril 2017 sur CBS / Global
- Suisse : 12 aout 2017 sur RTS Un
- France : 19 août 2017 sur M6
- Belgique : 11 avril 2018 sur RTL-TVI

- États-Unis : 8,88 millions de téléspectateurs[49]
- Canada : 1,762 million de téléspectateurs[50] (première diffusion + différé 7 jours)

- Chelsea Field (Commandant Rita Devereaux du JAG)
- Jeremy Ratchford (Richard Marino)
- Wolé Parks (Jordan Spencer)
- Taymour Ghazi (Detective Roger Aubrey, détective des mœurs auprès du NOPD)
- J. Omar Castro (Hank Gaines)
- TC Matherne (Nathan Kelly)

### Épisode 21:Représailles
- États-Unis /  Canada : 18 avril 2017 sur CBS / Global
- Suisse : 12 aout 2017 sur RTS Un
- France : 19 août 2017 sur M6
- Belgique : 18 avril 2018 sur RTL-TVI

- États-Unis : 10,16 millions de téléspectateurs[51]
- Canada : 1,612 million de téléspectateurs[52] (première diffusion + différé 7 jours)

- Sheryl Crow (elle-même)
- Steven Weber (Maire Douglas Hamilton)
- J. Downing (Justus Bancroft)
- Sara Lindsey (Nadine Bancroft)
- Sharon Conley (AUSA Karen Izzo)

### Épisode 22:Aie foi en la parole!
- États-Unis /  Canada : 2 mai 2017 sur CBS / Global
- Suisse : 19 aout 2017 sur RTS Un
- France : 26 août 2017 sur M6
- Belgique : 18 avril 2018 sur RTL-TVI

- États-Unis : 8,69 millions de téléspectateurs[53]
- Canada : 1,536 million de téléspectateurs[54] (première diffusion + différé 7 jours)
- France : 1,52 million de téléspectateurs[55] (première diffusion)

- Steven Weber (Maire Douglas Hamilton)
- Maury Sterling (Mr. Stone)
- Arjay Smith (Carlton Boone)
- Sharon Conley (AUSA Karen Izzo)

### Épisode 23:Chantier à haut risque
- États-Unis /  Canada : 9 mai 2017 sur CBS / Global
- Suisse : 19 aout 2017 sur RTS Un
- France : 26 août 2017 sur M6
- Belgique : 25 avril 2018 sur RTL-TVI

- États-Unis : 9,02 millions de téléspectateurs[56]
- Canada : 1,418 million de téléspectateurs[57] (première diffusion + différé 7 jours)

- Steven Weber (Maire Douglas Hamilton)
- Maury Sterling (Mr. Stone)
- April Grace (Membre du Congrès Michelle Angelou)
- Carlos Gómez (Directeur adjoint Dan Sanchez)
- Fitzgerald (Le juge Dorsey Wilbur)
- Gretchen Koerner (Secrétaire adjointe de la Défense)
- John Newberg (Vice-amiral Thompkins)

### Épisode 24:La chute
- États-Unis /  Canada : 16 mai 2017 sur CBS[58] / Global
- Suisse : 26 aout 2017 sur RTS Un
- France : 26 août 2017 sur M6
- Belgique : 25 avril 2018 sur RTL-TVI

- États-Unis : 9,22 millions de téléspectateurs[59]
- Canada : 1,839 million de téléspectateurs[60] (première diffusion + différé 7 jours)

- Steven Weber (Maire Douglas Hamilton)
- Derek Webster (Directeur adjoint du FBI Raymond Isler)
- Toni Trucks (Agent Joan Swanson)
- Maury Sterling (Mr. Stone)
- Matt Servitto (Capitaine Estes)
- Michael King (Johan Grant)

## Cotes d'écoute au Canada anglophone

### Portrait global
La moyenne pour cette saison est d'environ 1,84 million de téléspectateurs. Pour son calcul, seuls les épisodes diffusés en substitution simultanée sont pris en compte pour avoir un portrait d'écoute le plus juste possible.

### Données détaillées
| Numéro épisode | Titre original                  | Diffuseur | Date de diffusion originale (2016-2017) | Heure        | Cotes d'écoute (en téléspectateurs) | Classement soirée | Classement semaine |
| -------------- | ------------------------------- | --------- | --------------------------------------- | ------------ | ----------------------------------- | ----------------- | ------------------ |
| 1              | Aftershocks                     | Global    | Mardi 20 septembre 2016                 | 22 h HE / HP | 1 801 000                           | 3                 | 9                  |
| 2              | Suspicious Minds                | Global    | Mardi 27 septembre 2016                 | 22 h HE / HP | 1 702 000                           | 3                 | 10                 |
| 3              | Man on Fire                     | Global    | Lundi 10 octobre 2016                   | 21 h HE / HP | 724 000                             | -                 | -                  |
| 4              | Escape Plan                     | Global    | Lundi 17 octobre 2016                   | 21 h HE / HP | 1 126 000                           | 8                 | 27                 |
| 5              | Course Correction               | Global    | Lundi 24 octobre 2016                   | 21 h HE / HP | 1 233 000                           | 7                 | 26                 |
| 6              | One Good Man                    | Global    | Lundi 14 novembre 2016                  | 21 h HE / HP | N/D                                 | N/D               | N/D                |
| 7              | Outlaws                         | Global    | Lundi 21 novembre 2016                  | 21 h HE / HP | 1 268 000                           | 5                 | 17                 |
| 8              | Music to my Ears                | Global    | Lundi 5 décembre 2016                   | 21 h HE / HP | 1 195 000                           | 4                 | 19                 |
| 9              | Overdrive                       | Global    | Mardi 13 décembre 2016                  | 22 h HE / HP | 1 704 000                           | 3                 | 7                  |
| 10             | Follow the Money                | Global    | Lundi 2 janvier 2017                    | 21 h HE / HP | 1 438 000                           | 3                 | 14                 |
| 11             | Let It Ride                     | Global    | Lundi 16 janvier 2017                   | 21 h HE / HP | 1 098 000                           | 7                 | 23                 |
| 12             | Hell on the High Water          | Global    | Lundi 23 janvier 2017                   | 21 h HE / HP | 1 312 000                           | 4                 | 12                 |
| 13             | Return of the King              | Global    | Lundi 6 février 2017                    | 21 h HE / HP | 1 483 000                           | 2                 | 13                 |
| 14             | Pandora's Box (Deuxième partie) | Global    | Mardi 14 février 2017                   | 22 h HE / HP | 1 880 000                           | 3                 | 4                  |
| 15             | End of the Line                 | Global    | Mardi 21 février 2017                   | 22 h HE / HP | 1 808 000                           | 3                 | 7                  |
| 16             | The Last Stand                  | Global    | Mardi 7 mars 2017                       | 22 h HE / HP | 1 514 000                           | 4                 | 13                 |
| 17             | Swift, Silent, Deadly           | Global    | Mardi 14 mars 2017                      | 21 h HE / HP | 1 681 000                           | 3                 | 7                  |
| 18             | Slay the Dragon                 | Global    | Mardi 14 mars 2017                      | 22 h HE / HP | 1 623 000                           | 4                 | 8                  |
| 19             | Quid Pro Quo                    | Global    | Mardi 28 mars 2017                      | 22 h HE / HP | 1 619 000                           | 3                 | 8                  |
| 20             | NOLA Confidential               | Global    | Mardi 4 avril 2017                      | 22 h HE / HP | 1 762 000                           | 2                 | 6                  |
| 21             | Krewe                           | Global    | Mardi 18 avril 2017                     | 22 h HE / HP | 1 612 000                           | 4                 | 6                  |
| 22             | Knockout                        | Global    | Mardi 2 mai 2017                        | 22 h HE / HP | 1 536 000                           | 3                 | 8                  |
| 23             | Down The Rabbit Hole            | Global    | Mardi 9 mai 2017                        | 22 h HE / HP | 1 418 000                           | 4                 | 13                 |
| 24             | Poetic Justice                  | Global    | Mardi 16 mai 2017                       | 22 h HE / HP | 1 839 000                           | 3                 | 4                  |